# Gymnocalycium bodenbenderianum
Gymnocalycium bodenbenderianum là một loài thực vật có hoa trong họ Cactaceae. Loài này được (Hosseus ex A.Berger) A.Berger mô tả khoa học đầu tiên năm 1929.

## Hình ảnh

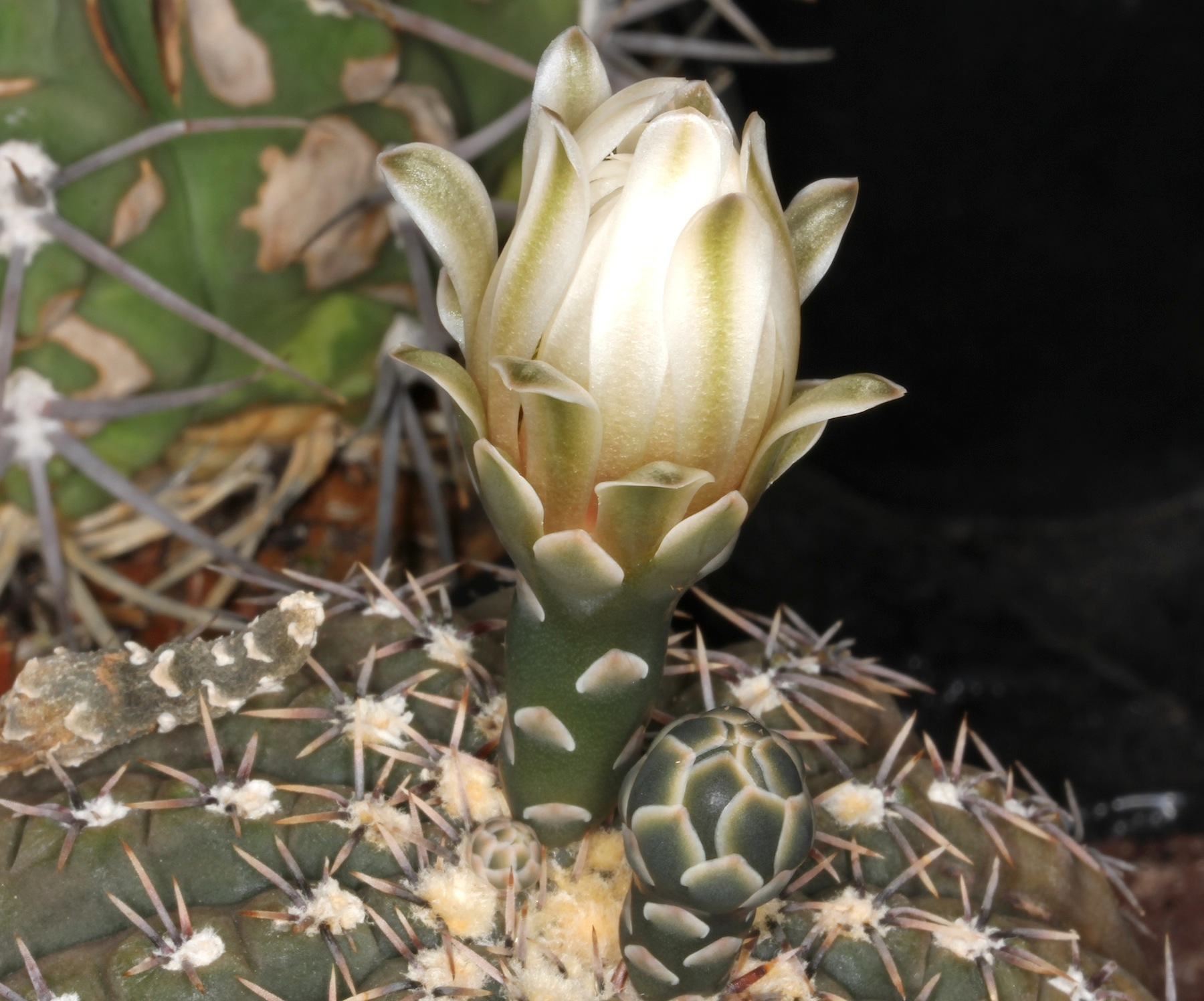
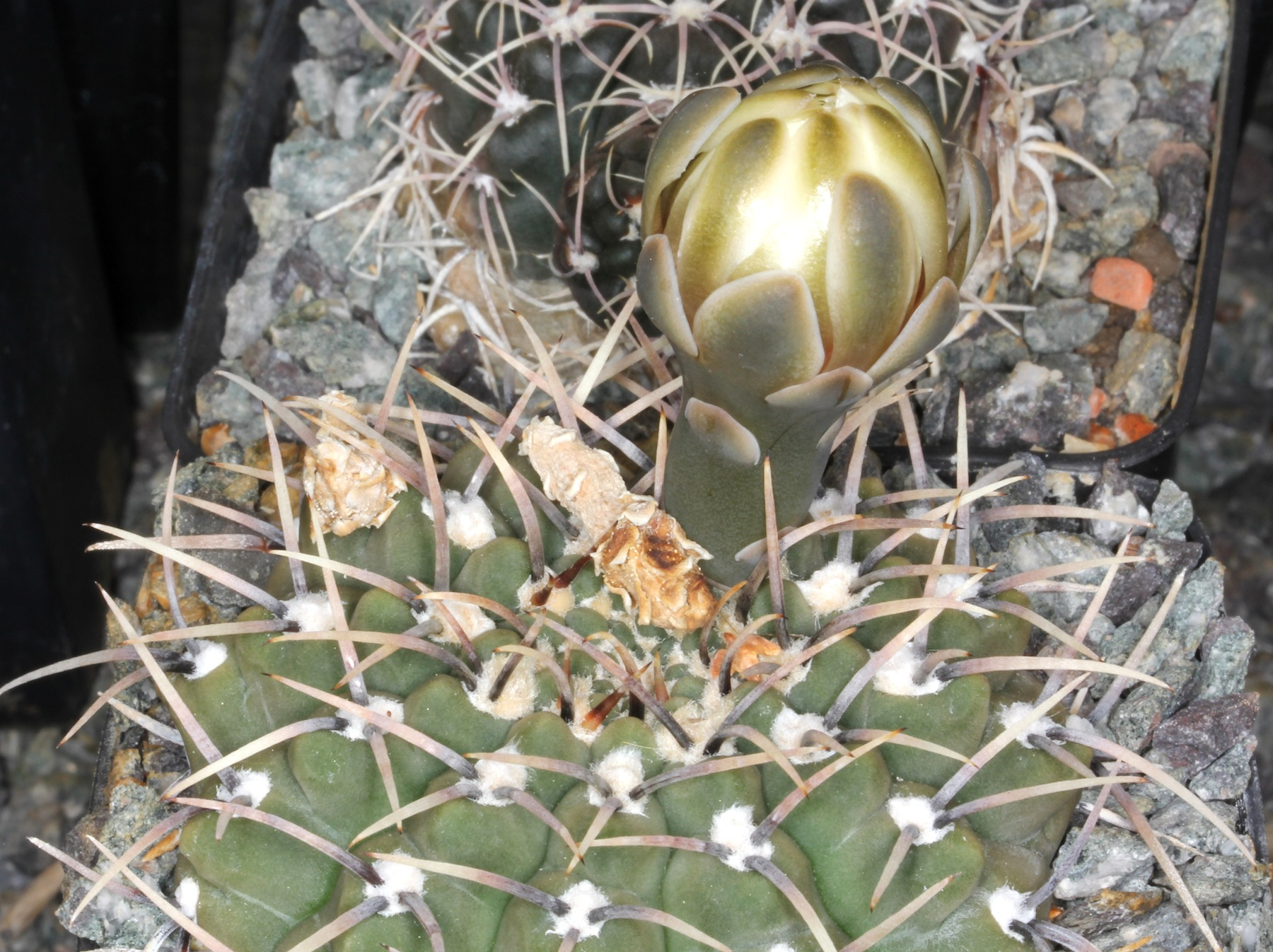
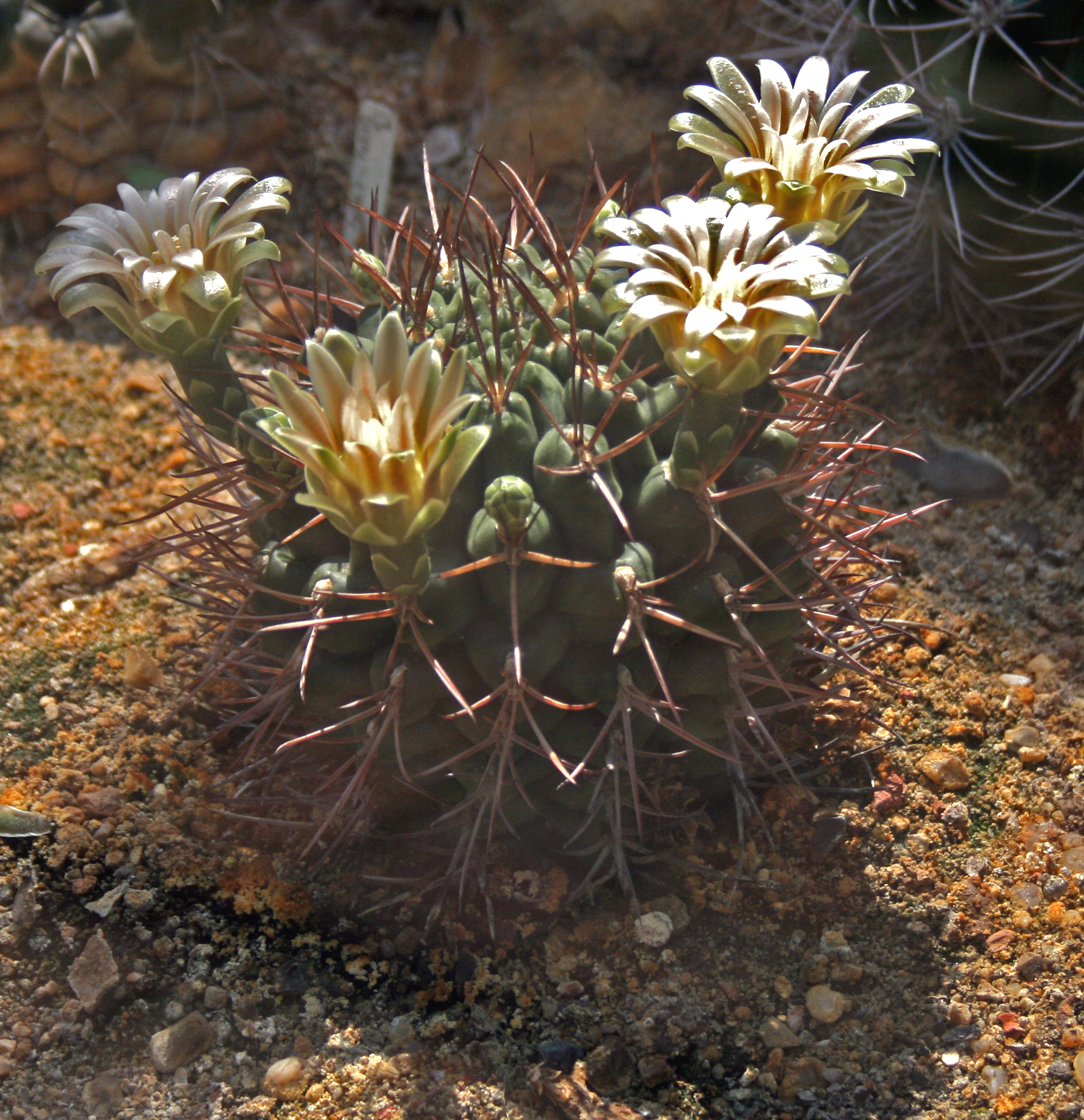